# Hypsophrys
Hypsophrys — це невеликий рід цихлових з країн Центральної Америки. В наш час[коли?] рід налічує 2 видів.
- Hypsophrys nematopus (Günther 1867)
- Hypsophrys nicaraguensis (Günther 1864)